# Witold Wróblewski (harcerz)
Witold Wróblewski (ur. 31 maja 1921, zm. 15 września 1945 w Krakowie) – podchorąży Armii Krajowej, instruktor Związku Harcerstwa Polskiego w Krakowie.

## Życiorys
Był drużynowym IV Krakowskiej Drużyny Harcerzy, Harcerzem Rzeczypospolitej. Został zamordowany przy ul. Prandoty w Krakowie przez funkcjonariuszy NKWD i Urzędu Bezpieczeństwa po tym, jak stanął w obronie napastowanej przez nich kobiety. Jego pogrzeb stał się patriotyczną manifestacją, odbywał się w zupełnej ciszy, uczestniczyły w nim setki krakowskich harcerzy i instruktorów. Pochowany na cmentarzu Rakowickim (kwatera XLIX-zach-9).